# غلاوسيليو أبرو
غلاوسيليو أبرو (مواليد 5 فبراير 1978) هو ملاكم برازيلي، مثّل بلاده في الألعاب الأولمبية الصيفية 2004.

## روابط خارجية
غلاوسيليو أبرو على موقع أوليمبيديا (الإنجليزية)